# Drabssagen i Hjallerup
Drabssagen i Hjallerup foregik i Hjallerup om aftenen den 11. marts 2024. Offeret var en 13-årig pige, der blev fundet af sine forældre i tilskadekommet tilstand ved byens varmeværk, og hun døde efterfølgende af skaderne. En 13-årig (som er beskyttet af navneforbud) og 17-årige Elias Mahamed Isaaq Shegow blev umiddelbart efter fundet anholdt. Begge havde en relation til offeret, og Shegow havde tidligere været kæreste med offeret. Den 13-årige anholdte blev dog hurtigt løsladt igen.
Den dengang 17-årige gerningsmand, Elias Mahamed Isaaq Shegow, blev 4. juli 2025 idømt 12 års fængsel for drabet ved et nævningeting ved Retten i Hjørring samt for voldtægt og usømmelig behandling af lig. Derudover blev han fundet skyldig i andet seksuelt forhold end samleje med en 14-årig pige.

## Anholdelse og retssag
Dagen efter fundet af offeret  blev den 17-årige dansk-somaliske Shegow varetægtsfængslet i fire uger (frem til 9. april) ved Retten i Hjørring, med en sigtelse for voldtægt og drab, ligesom han sigtedes for at have slået offeret med en mursten såvel som en knyttet hånd, og for at have kvalt ofret. Han nægtede sig skyldig i drab og voldtægt, men erkendte sig skyldig i vold med døden til følge. Den 5. april kom det frem at Shegow, der fyldte 18 år to dage efter sin anholdelse, accepterede at få forlænget sin varetægtsfængsling.
Sidenhen har Shegow erkendt drabet, men nægter forsat voldtægt I forbindelse med sin anholdelse fik han beskikket Niels Pedersen som advokat, men har efterfølgende skiftet Pedersen ud med Mette Grith Stage.

### Tiltalen[12][13]
Den 19-årige er tiltalt for i alt otte forhold begået over en årrække mod fem forurettede.
- 11. marts 2024 er han tiltalt for drab og voldtægt af en 13-årig pige i Hjallerup. Han er desuden tiltalt for usømmelig behandling af lig, idet han efterlod hende for senere at komme tilbage og hælde cola udover liget.
- I perioden fra 1. oktober 2023 frem til 11.marts 2024 er han tiltalt for gentagne gange at have haft samleje med den 13-årige pige, hvilket betragtes som voldtægt, da hun var under 15.
- I perioden fra 15. december 2023 og frem til 10. januar 2024 at have udsat en anden pige for voldtægt ved andet seksuelt forhold end samleje
- 7. februar 2024 sammen med en ven at have begået røveri mod en dreng ved at have tildelt ham flere slag og tvunget ham til at overføre 50 kroner via MobilePay.
- 27. december 2023 er han tiltalt for vold mod en tredje pige, idet han gav hende et kraftigt skub, så hun faldt og slog hovedet.
- I december 2022 er han tiltalt for andet seksuelt forhold end samleje mod en fjerde pige. Han er desuden tiltalt for at have forsøgt at have haft samleje med hende, hvilket betrages som voldtægt, da hun var under 15 år.

### Byretssagen
Retssagen blev indledt ved Retten i Hjørring 19. juni 2025. Der var afsat otte retsdage til sagen.
Efter oplæsningen af anklageskriftet meddelte den tiltaltes forsvarer Mette Grith Stage, at hendes klient erkendte drab og usømmelig behandling af lig, men at han nægter voldtægt. Han erkendte forhold 4. Det vil sige, at han erkendte at have haft et seksuelt forhold til den 13-årige forud for drabet. Han erkendte delvist for forsøg på samleje med en anden pige under 15 år, og erkendte også delvist vold mod en anden pige. Han nægter at have haft et seksuelt forhold end samleje med en tredje pige, mens han erkendte røveri.
Tiltalte forklarede, at han lærte den 13-årige pige at kende i sommeren 2023. Han var 17, hun var 12. De blev kærester efter et par måneder og efter yderligere nogle måneder udviklede deres forhold sig, så det også var seksuelt. De forblev kærester frem mod marts 2024, men en uge før drabet slog pigen op med den 17-årige. De var for forskellige, og kæresten bestemte for meget, sagde hun til sin mor og sin bonusfar, der vidnede på anden retsdag. Pigens bedste veninde forklarede, at hun ikke brød sig om tiltalte, der skabte splid og ville bestemme, hvem pigen tilbragte tid med.
Efter bruddet mødtes tiltalte og pigen i den lokale ungdomsklub. Her ville tiltalte gerne tale med den 13-årige. Hun fastholdt, at de ikke skulle være kærester, og det endte med et skænderi udenfor klubben. Pigen sagde noget om tiltaltes far, som fik det til at slå klik for tiltalte. Han pressede den 13-årige pige om i en krog bag byens varmeværk. Her fældede han hende, satte han sig oven på hende og tog kvælertag, forklarede han i retten. Ifølge en retsmediciner mistede hun tidligt bevidstheden.
I retten erkendte tiltalte, at han bankede den 13-årige pige til døde. Han slog hende med sten. Han ville have blodet væk og tog hendes bukser af for at tørre det bort. Sidenhen overhældte han liget med cola.
En ekspert i blodstænk forklarede i retten, at slagene med stenen var sket efter at tiltalte havde taget pigens bukser af - og altså ikke før, som tiltalte forklarede. Under dokumentationen kom det frem, at der er fundet sædvæske og DNA fra tiltalte på den 13-årige. Tiltalte hævdede, at fundene stammede fra dagen før.
Ifølge mentalerklæringen burde tiltalte idømmes forvaring. "Han findes dumdristig med udtalt ustabilitet, der leder til voldshandlinger", hed det blandt andet i erklæringen, der blev læst op i retten. Han har voldelige tendenser og konfliktopsøgende adfærd og beskrives som umoden, selvretfærdig, emotionel ustabil og uempatisk med nedsat evne til anger og skyld. Dertil kommer, at han har nedsat kontrol over impulsivitet og begrænset selvbevidsthed, hvilket skaber vanskeligheder i mødet med andre. Han vurderes at være til stor fare for andres sikkerhed.
På sjette retsdag procederede specialanklager Mette Bendix og forsvarer Mette Grith Stage for skyldsspørgsmålet. Mette Bendix krævede tiltalte dømt for alle otte forhold og hæfter sig ved, at tiltaltes forklaringer ikke er troværdige, men at han ifølge hende pynter på sandheden. Hun mener, han havde forsæt til at slå den 13-årige pige ihjel. Mette Grith Stage mente, retten kan dømme hendes klient for drabet, usømmelig omgang med lig og deres seksuelle forhold, men at han burde frifindes for blandt andet voldtægt.
I deres afsluttende procedure om straffen argumenterede anklager Mette Bendix for forvaring. Hun henviste til en dom, hvor det er sket før. Ellers er normalen i Danmark, at man ikke idømmer forvaring til gerningspersoner, der var under 18 år på gerningstidspunktet. Alternativt procederede Mette Bendix for 12 års fængsel. Forsvarer Mette Grith Stage argumenterede imod forvaring med henvisning til sin klients alder, og til at han ikke tidligere er straffet. Hun argumenterede i stedet for ti års fængsel.
Nævningetinget valgte at idømme Elias Mahamed Isaaq Shegow 12 års fængsel. Otte dommere stemte for 12 års fængsel og fire for forvaring. De, der stemte for de 12 år, begrundede det med hans unge alder, mens de fire lagde vægt på mentalerklæringen og forbrydelsens karakter, fortalte retsformanden. Mette Grith Stage meddelte, at hendes klient udbad sig 14 dages betænkningstid med hensyn til en anke til Vestre Landsret.

## Reaktioner
Borgmester i Brønderslev Kommune Mikael Klitgaard udtaler, at "det er en dybt tragisk sag på alle måder", mens statminister Mette Frederiksen har skrevet på sociale medier, at "det er dybt meningsløst og helt ubærligt, at en 13-årig pige blev voldtaget og dræbt mandag aften i Hjallerup nord for Aalborg" og på Instagram: "Mit hjerte græder for den 13-årige pige, der i nat mistede livet. Det er så dybt meningsløst og helt ubærligt. Mine varmeste tanker går til familien. Og til alle dem, der havde hende kær".
Pigens skole aflyste undervisningen den efterfølgende dag for at tale med eleverne om drabet sammen med kommunens krisepsykologer. Dagen efter drabet blev der lagt blomster ved drabsstedet.
Direktøren for Børns Vilkår, Rasmus Kjeldahl har anmodet medierne om at tænke over, hvordan man handler i forbindelse med dækningen af drabet.